# Born 2 Die
Born 2 Die (Alternativtitel: Born To Die; Originaltitel: Cradle 2 the Grave) ist ein Actionfilm von Regisseur Andrzej Bartkowiak aus dem Jahr 2003 mit Jet Li und DMX in den Hauptrollen.

## Handlung
Der Dieb und Kleingangster Tony Fait hat im Zuge eines Auftrags aus einer Bank eine Handvoll wertvoller „schwarzer Diamanten“ gestohlen. Das Problem ist, nachdem sein Auftraggeber tot ist und Tony gesucht wird, kann er mit ihnen nicht viel anfangen. Doch scheinbar ist die ganze Unterwelt hinter den Diamanten her. So gerät Tony mehrere Male in Lebensgefahr, zudem entführen Gangster auch seine kleine Tochter. Hilfe bekommt er von dem taiwanischen Geheimdienstler Su, dem viel daran gelegen ist, die Steine wieder zu ihrem rechtmäßigen Besitzer, seiner Regierung, zu bringen. So verfolgen die beiden gemeinsam ihre Ziele in einem Auf und Ab quer durch sämtliche Gefahren und Hindernisse, die ihnen noch im Weg stehen und bringen letztlich sowohl die Steine als auch Tonys Tochter in Sicherheit.

## Hintergrund
- Das Titellied Go to Sleep wurde von Hauptdarsteller DMX zusammen mit den Rappern Eminem und Obie Trice aufgenommen. Aus dieser Filmmusik stammt auch das als Single veröffentlichte Lied X Gon’ Give It to Ya von DMX.
- Mark Dacascos wurde für den Dreh angeworben, nachdem dieser auf Jet Lis Webseite bei der Umfrage, wer Lis nächster Leinwandgegner werden soll, unter den Fans die meisten Stimmen für sich gewinnen konnte.[2]
- Tito Ortiz, Chuck Liddell und Randy Couture, Kämpfer des UFCs, sind in den Szenen des Käfigkampfs zu sehen.[2]
- Der Dialog zwischen Tommy und Archie am Ende des Films spielt in einer Szene auf das Ende des Films Exit Wounds – Die Copjäger an. Auch hier sitzen ebendiese beiden Protagonisten in einer Talkshow und unterhalten sich. Als Tommy fragt was aus diesen beiden geworden ist, antwortet Archie, dass beide schwul und ein Paar geworden wären.
- Born 2 Die ist nach Romeo Must Die und Exit Wounds – Die Copjäger der dritte und bislang letzte Film, den Regisseur Andrzej Bartkowiak und Produzent Joel Silver zusammen realisierten.

## Deutsche Synchronfassung
Die deutsche Synchronbearbeitung entstand bei FFS Film- & Fernseh-Synchron in Berlin.
| Darsteller       | Deutscher Sprecher | Rolle                    |
| ---------------- | ------------------ | ------------------------ |
| Jet Li           | Simon Jäger        | Su                       |
| DMX              | Michael Roll       | Anthony Fait             |
| Kelly Hu         | Anna Carlsson      | Sona                     |
| Anthony Anderson | Jan Odle           | Tommy                    |
| Tom Arnold       | Hans-Georg Panczak | Archie                   |
| Mark Dacascos    | Manou Lubowski     | Yao Ling                 |
| Gabrielle Union  | Melanie Manstein   | Daria                    |
| Paolo Seganti    | Christian Tramitz  | Christophe               |
| Woon Young Park  | Christian Weygand  | glatzköpfiger Handlanger |
| Chi McBride      | Roland Hemmo       | Jump Chambers            |
| Martin Klebba    | Tobias Lelle       | Kampfansager             |
| Michael Jace     | Lutz Schnell       | Odion                    |
| Lester Speight   | Torsten Münchow    | Türsteher                |

## Kritiken
Mit einer Story, die „kaum der Rede wert“ ist, erzielt Andrzej Bartkowiak erneut ein „Einspielergebnis von über 55 Mio. Dollar“ allein in den USA. Obwohl „originelle Charaktere und eine faszinierende Hintergrundgeschichte nicht zu erwarten waren“, überzeugen die Stunts und Actioneinlagen, die „solide bis stark in Szene gesetzt und durch harte Gitarrenriffs und packende HipHop-Beats musikalisch untermalt“ sind. Zwar kann Born 2 Die „mit keiner wirklich neuen Idee überzeugen“, „für das größte Manko sorgen jedoch nicht die Darsteller, sondern die deutsche Synchronisation“, die mit Michael Roll eine „Softie-Stimme“ für DMX wählt, die dem Charakter nicht gerecht werden kann, sondern „beschämend und unfreiwillig komisch“ ist.

## Auszeichnungen
- MTV Movie Awards 2003: Nominierung in der Kategorie Best Fight für Jet Li in den Szenen des Käfigkampfs[5]
- Taurus Awards 2004: drei Stunt-Nominierungen für Best Work with a Vehicle, Best High Work sowie Best Overall Stunt by a Stunt Man[5]